# 克羅埃西亞政治
克羅埃西亞是一個民主的議會共和制國家。行政權由政府和克羅埃西亞總統行使，立法權由克羅埃西亞國會所有。司法機構獨立於行政機關和立法機關。克羅埃西亞現在的憲法通過於1990年12月22日，由克羅埃西亞國會表決通過。1991年10月8日，克羅埃西亞宣布自南斯拉夫獨立。憲法已經多次被修改。